# Halo of Blood
Halo of Blood je osmé studiové album finské melodic death metalové kapely Children of Bodom. Bylo vydáno 6. června 2013 v Evropě a 11. června v Severní Americe. V Japonsku bylo album vydáno 29. května 2013.

## Seznam skladeb
| Pořadí         | Název                               | Délka |
| -------------- | ----------------------------------- | ----- |
| 1.             | Waste of Skin                       | 4:16  |
| 2.             | Halo of Blood                       | 3:12  |
| 3.             | Scream for Silence                  | 4:09  |
| 4.             | Transference                        | 3:58  |
| 5.             | Bodom Blue Moon (The Second Coming) | 4:14  |
| 6.             | The Days Are Numbered               | 3:40  |
| 7.             | Dead Man’s Hand on You              | 4:58  |
| 8.             | Damaged Beyond Repair               | 4:20  |
| 9.             | All Twisted                         | 4:51  |
| 10.            | One Bottle and a Knee Deep          | 4:02  |
| Celková délka: | Celková délka:                      | 41:40 |

| Limited Edition bonusové skladby | Limited Edition bonusové skladby   | Limited Edition bonusové skladby |
| Pořadí                           | Název                              | Délka                            |
| -------------------------------- | ---------------------------------- | -------------------------------- |
| 11.                              | Crazy Nights (Loudness cover)      | 4:25                             |
| 12.                              | Sleeping in My Car (Roxette cover) | 3:19                             |
| Celková délka:                   | Celková délka:                     | 49:24                            |

## Účinkující
Children of Bodom
- Alexi Laiho – zpěv, sólová kytara
- Roope Latvala – doprovodná kytara, vokály
- Jaska Raatikainen – bicí, vokály
- Henkka Seppälä – basová kytara, vokály
- Janne Wirman – klávesy

Produkce
- Peter Tägtgren – producent
- Mikko Karmila – inženýr
- Sami Saramäki – obal alba